# The Nicki Wrld Tour
The Nicki Wrld Tour è stato il quarto tour musicale della rapper trinidadiana Nicki Minaj, a supporto del suo quarto album in studio Queen (2018).
Il tour, che ha visto la collaborazione del defunto rapper Juice Wrld, è incominciato a Monaco di Baviera il 21 febbraio 2019 e si è concluso a Ginevra il 28 marzo dello stesso anno.
Inizialmente, al posto di Juice Wrld, avrebbe dovuto esserci Future, ma successivamente quest'ultimo venne rimpiazzato.

## Antefatti
Nicki Minaj e il rapper Future annunciarono il tour l'11 giugno 2018, rivelandone anche le date e il nome, ossia NickiHNDRXX Tour. Le prevendite dei biglietti incominciarono il 12 giugno, mentre le generali vennero aperte il 15.
I concerti si sarebbero inizialmente dovuti svolgere in Nord America e in Europa. Ad agosto però, Nicki Minaj diede la notizia della cancellazione delle date nordamericane. Inoltre, smentì la voce secondo la quale l'annullamento fosse dovuto al fatto della scarsa vendita dei biglietti, dicendo:"È solo che non ho avuto abbastanza tempo per provare".
A dicembre dello stesso anno, Future venne rimpiazzato dal rapper Juice Wrld e il tour cambiò nome: da NickiHNDRXX Tour a Nicki WRLD Tour. Juice coglierà anche l'occasione per promuovere il suo album Goodbye & Good Riddance.
Il tour prese il via da Monaco di Baviera il 21 febbraio 2018. Il giorno dopo, Nicki Minaj avrebbe dovuto tenere un secondo show a Bratislava, in Slovacchia, ma dopo alcune ore di ritardo dall'inizio di esso, la cantante apparve in scena e comunicò l'annullamento del concerto a causa dell'insufficienza di energia negli impianti dell'arena per permettere lo svolgimento di quest'ultimo.

## Scaletta
La scaletta è relativa alla data di Monaco, il 21 febbraio 2018, non a tutte le date del tour:
Atto I - Nicki Minaj
1. Majesty / Hard White
2. Feeling Myself
3. Only / Truffle Butter
4. Did It On'em / Beez in the Trap
5. Rake It Up / Dance (Ass) / Big Bank / Fefe
6. Anaconda
7. Roman's Revenge
8. Throw Sum Mo / Plain Jane
9. Your Love
10. Make Me Proud / Monster
11. Itty Bitty Piggy
12. Up All Night

Atto II - Juice WRLD
1. Armed and Dangerous
2. Black & White
3. Lean wit Me
4. All Girls Are The Same
5. Fine China
6. Wasted
7. Robbery
8. Lucid Dreams

Atto III - Nicki Minaj
Beam Me Up Scotty (interlude)
1. Turn Me On
2. Whip It
3. Pound the Alarm
4. Starships
5. Where Them Girls At
6. I Lied
7. All Things Go
8. Save Me
9. Right Thru Me
10. Come See About Me
11. Grand Piano

Ganja Burn (interlude)
1. Bed
2. Side to Side / Swalla
3. Chun-Li
4. Moment 4 Life

The Night Is Still Young (interlude)
1. Super Bass

## Date del tour
| 21 febbraio | Monaco           | Germania    | Olympiahalle          |
| 24 febbraio | Łódź             | Polonia     | Atlas Arena           |
| 25 febbraio | Budapest         | Ungheria    | Budapest Sports Arena |
| 28 febbraio | Berlino          | Germania    | Mercedes-Benz Arena   |
| 1º marzo    | Copenaghen       | Danimarca   | Royal Arena           |
| 3 marzo     | Oslo             | Norvegia    | Oslo Spektrum         |
| 4 marzo     | Stoccolma        | Svezia      | Ericsson Globe        |
| 6 marzo     | Bruxelles        | Belgio      | Palais 12             |
| 7 marzo     | Parigi           | Francia     | AccorHotels Arena     |
| 11 marzo    | Londra           | Inghilterra | The O2 Arena          |
| 14 marzo    | Birmingham       | Inghilterra | Arena Birmingham      |
| 17 marzo    | Glasgow          | Scozia      | The SSE Hydro         |
| 18 marzo    | Manchester       | Inghilterra | Manchester Arena      |
| 20 marzo    | Esch-sur-Alzette | Lussemburgo | Rockhal               |
| 22 marzo    | Francoforte      | Germania    | Festhalle             |
| 23 marzo    | Colonia          | Germania    | Lanxess Arena         |
| 25 marzo    | Amsterdam        | Paesi Bassi | Ziggo Dome            |
| 27 marzo    | Zurigo           | Svizzera    | Hallenstadion         |
| 28 marzo    | Ginevra          | Svizzera    | SEG Geneva Arena      |

## Cancellazioni
| 22 febbraio 2019 | Bratislava | Slovacchia | Ondrej Nepela Arena | Problemi logistici            |
| 9 marzo 2019     | Bordeaux   | Francia    | Arkéa Arena         | Problemi logistici            |
| 15 marzo 2019    | Dublino    | Irlanda    | 3Arena              | Condizioni climatiche avverse |